# Oznanjenje (Memling)
Oznanjenje je oljna slika na hrastovi tabli, ki jo pripisujejo staronizozemskemu slikarju Hansu Memlingu. Na njej je upodobitev Oznanjenja, napoved nadangela Gabrijela Devici Mariji, da bo spočela in postala Jezusova mati, opisana v Lukovem evangeliju (Lk 1,26). Slika je bila dokončana okoli leta 1482 in je bila v 1920-ih delno prenesen na platno; danes je v zbirki Roberta Lehmana v Metropolitanskem muzeju umetnosti v New Yorku.
Tabla prikazuje Marijo v domači notranjosti z dvema angeloma. Gabriel je oblečen v duhovniško haljo, medtem ko nad Marijo lebdi golob, ki predstavlja Svetega Duha. Podoben je krilu Oznanjenje iz Oltarja sv. Columba, Rogierja van der Weydna iz okoli leta 1455. Po besedah umetnostne zgodovinarke Maryan Ainsworth je delo »presenetljivo izvirna podoba, bogata s konotacijami za gledalca ali častilca«.
Ikonografija se osredotoča na Devičino čistost. Njena zavest napoveduje Jezusovo križanje, tabla pa poudarja njeno vlogo matere, neveste in nebeške kraljice. Prvotni okvir je preživel do 19. stoletja in je bil napisan z datumom, ki naj bi bil 1482; sodobni umetnostni zgodovinarji trdijo, da je bila končna številka 9, kar pomeni datum 1489. Leta 1847 jo je Gustav Friedrich Waagen opisal kot eno najboljših in najbolj izvirnih Memlingovih del. Leta 1902 je bila razstavljena v Bruslju na razstavi Exposition des primitifs flamands à Bruges, nato pa je bila očiščena in restavrirana. Philip Lehman jo je kupil leta 1920 od družine Radziwiłł, ki bi jo lahko imela v svoji družini že od 16. stoletja; Antoni Radziwiłł jo je odkril na družinskem posestvu v začetku 19. stoletja. Takrat je bila prebodena s puščico in je bila potrebna obnove.

## Opis

### Oznanjenje
Marijino oznanjenje je bilo opisano kot katoliški in vzhodno-pravoslavni praznik, ki je praznoval napoved nadangela Gabrijela Devici Mariji, da bo spočela in postala Jezusova mati. Bila je priljubljena tema poznosrednjeveške evropske umetnosti , Marija deluje kot Marija Božja mati, kot je bilo potrjeno leta 431 na Efeškem koncilu; dve desetletji pozneje je Kalcedonski koncil potrdil nauk o utelešenju - da ima Kristus dve naravi (Bog in človek) - in njena večna nedolžnost je bila potrjena na Lateranskem koncilu leta 631. V bizantinski umetnosti prizori oznanjenja prikazujejo ustoličeno in oblečeno devico v kraljevskih regalijah. V poznejših stoletjih so jo prikazovali v zaprtih prostorih: tempelju, cerkvi, vrtu.
V staronizozemski umetnosti je Oznanjenje običajno postavljeno v sodobno domačo notranjost, motiv in tradicijo je postavil Robert Campin, sledita pa mu Jan van Eyck in Rogier van der Weyden. Niti Campin niti van Eyck nista šla tako daleč, da bi sceno postavila v posteljo, čeprav motiv najdemo v Van der Weydnovem Triptihu Oznanjenje, ok. 1435, Louvre in oltarni sliki sv. Columba, iz ok. 1455, v kateri Devica kleči ob zakonski postelji, naslikani v rdeči barvi iz dragih pigmentov. Memlingova upodobitev je skoraj enaka Weydnovi oltarni sliki sv. Columba.

### Figure
Nadangel Gabriel se pojavi pred Marijo in naznani, da bo rodila Božjega Sina. Prikazan je v tričetrtinskem pogledu, oblečen v majhen diadem z dragulji in liturgično oblačilo. Ima bogato izvezen rdeče-zlat brokatni palij, obdan z vzorcem sivih serafimov in koles, po belo albo in amikt. V eni roki drži značilno palico, drugo pa dviguje proti Devici. Pokrči kolena, jo počasti in prizna kot Jezusovo mater in nebeško kraljico, noge ima bose in postavljene nekoliko za njo.
Devica je prikazana s sprednje strani; neposredno za njo je rdeče zavešena postelja, ki deluje kot okvir, podobno kot pri tradicionalnem baldahinu. Za razliko od Memlingovih predhodnic, katerih Device so odete v težke in dragocene halje, je tu navadna bela, ki jo nosi pod modrim plaščem, minimalno okrašena na robu in ob odprtem izrezu. Na vratu in zapestjih ji pokuka vijolično spodnje perilo, kar kaže na njen kraljevski status. Marija se ob objavi zdi niti presenečena niti prestrašena; po Blumovih besedah je prizor upodobljen z velikim občutkom za naturalizem in uspešno prikazuje »preobrazbo Marije iz deklice v Božjo mater«.
Devica ima inovativen in nenavaden položaj. Zdi se, da se bodisi dviguje bodisi onesvešča, kot da je izgubila ravnotežje, kar odstopa od običajne sedeče ali klečeče poze. Blum verjame, da »lahko zaman iščemo po drugih nizozemskih Oznanjenjih 15. stoletja Devico, ki je postavljena, kot je tukaj«. Umetnostna zgodovinarka Penny Jolly predlaga, da slika prikazuje položaj rojstva, motiv van der Weydna, na katerem je eksperimentiral v oltarni sliki Sedemh zakramentov, kjer padec Device povzroči porod, podobno kot Snemanje s križa, v katerem se Marija Magdalena upogne in počepne - podobno položaju, ki ga Memlingova Magdalena zavzame v njegovem Objokovanju. Ob strani Device in jo držita dva angela. Tisti na levi dvigne Devičino ogrinjalo, drugi pa gleda gledalca in po besedah Ainswortha »zahteva naš odgovor«. Oba sta majhna, slovesna in po Blumovih besedah razpoloženja, »primerljivo z Gabrielovim«. Razen prisotnosti angelov, Memling prikazuje tipično flamsko spalnico iz zgornjega trgovskega razreda iz 15. stoletja.

### Objekti
Golob, ki predstavlja Svetega Duha, lebdi v mavrično obarvanem krogu svetlobe neposredno nad Devičino glavo. Njegova umestitev in velikost sta za umetnost tega obdobja nenavadna. V nasprotju je s čimer koli, kar najdemo pri van der Weydnu in se nikoli ni ponovilo v Memlingovem delu, vendar spominja na goloba van Eycka na tabli Oznanjenje Gentskega oltarja. Njegovo obliko najdemo v medaljonih, obešenih nad posteljami v tem času in se tako zdi v skladu z domačo notranjostjo. Marijina leva roka počiva na odprtem molitveniku, ki ga je odprla na prie-dieu, pri čemer je po Ainsworthu vidna črka D - morda za Deus tecum ('Gospod bodi z vami'). Blum domneva, da je odlomek iz Iz 7,14, »Glej, mladenka bo spočela in rodila sina«. Vaza z belimi lilijami in eno samo modro iris je na tleh.
Vreča iz zaves, ki jo pogosto najdemo na posteljah tega obdobja, visi v osrednji osi med Gabrielom in spremljajočim angelom. Na omarici poleg postelje sta dve vrsti sveč in bučka z vodo, ki stoji v močni svetlobi, ki pada iz okna na levo. Tla so iz večbarvnih ploščic, podobna oltarni sliki sv. Columba van der Weydna; Memling okrni stropne špirovce na sredini, na koncu postelje, pri čemer se tla raztezajo v ospredje. Blum opisuje učinek kot »odprt oder za svete figure«.

## Ikonografija
Ikonografija ni pretirano razdelana in Memling se izogiba tuji simboliki. Številni elementi poudarjajo Marijino vlogo Matere božje; soba je opremljena s preprostimi vsakdanjimi predmeti, ki kažejo na njeno čistost. Vaza z lilijami in predmeti na omarici so predmeti, ki bi jih gledalci iz 15. stoletja povezali z njo. Bele lilije so bile pogosto uporabljene za označevanje njene čistosti, medtem ko so bile iris ali gladiole metafora za njeno trpljenje. Memling poudarja simbole, povezane z njeno maternico in nedolžnostjo, ter »predstavi dva dodatna angelska duhovnika in prostor preplavi z naravno svetlobo, s čimer preuredi zgodbo, da poudari verski pomen«. Charles Sterling delo opiše kot »eno od najboljših primerov Memlingove sposobnosti, da sprejme slikovno konvencijo, podedovano od predhodnikov in ji vlije dodaten občutek čustvovanja in zapletenosti pripovedi«. 

### Svetloba
Od 9. stoletja se svetloba povezuje z Marijo in utelešenjem. Millard Meiss ugotavlja, da je bil od 12. stoletja pogost način za spočetje primerjanje svetlobe, ki prehaja skozi steklo, s prehodom Svetega Duha skozi Devičino telo. Sveti Bernard jo je primerjal s soncem, ki je v tem odlomku razložil: »Tako kot sijaj sonca napolni in prodre skozi stekleno okno, ne da bi ga poškodoval in njegovo trdno obliko prebode z neopazno tankočutnostjo, ki ne boli niti pri vstopu niti pri uničevanju, ko se pojavi; Božja beseda, Očetov sijaj, je vstopila v Devičino sobo in nato prišla v zaprto maternico.« " 
Trije predmeti na nočni omarici predstavljajo deviško čistost: vodna bučka, svečnik in vrvasta luč. Svetloba, ki prehaja skozi steklo bučke v obliki maternice, simbolizira njeno meso, prebodeno z božjo svetlobo, [20] njena bistra in nemotna voda predstavlja njeno čistost v trenutku spočetja, naprava, ki jo najdemo tudi na prejšnjih slikah prispodoba deviške svetosti.  Bučka prikazuje odsev okenske prečke kot križ, simbol Križanja, še en majhen detajl, v katerem Memling »položi eno prosojno simbolno obliko na drugo«. 
Takrat je luč, ki so jo predstavljale sveče, pogosto simbolizirala Devico in Kristusa; tako Campin kot van Eyck sta v prizore Oznanjenja postavila ognjišče ali sveče. Po Ainsworthu svečnik brez sveče in vrv brez plamena simbolizirata svet pred Kristusovim rojstvom in prisotnost njegove božanske svetlobe.
Izziv za slikarje Oznanjenja je bil, kako vizualno predstaviti utelešenje, Beseda je meso postala ali Logos. Pogosto so prikazovali svetlobne žarke, ki so izvirali iz Gabriela ali bližnjega okna, ki so vstopali v Marijino telo, da bi prikazali koncept Kristusa, »ki je naselil in šel skozi njeno telo«. Svetlobni žarki lahko včasih vključujejo napis in so bili včasih prikazani v njenem ušesu v prepričanju, da je tako Beseda postala meso.
Memling ni upodabljal svetlobe kot ločenih žarkov. Pa vendar je soba svetla, napolnjena s sončno svetlobo, fenestra incarnationis, ki bi bila primeren simbol za sodobnega gledalca. Sredi 15. stoletja najdemo Devico upodobljeno v sobi blizu odprtega okna, ki omogoča prehod svetlobe. Memlingova soba je s svojim oknom, skozi katero teče svetloba, po Blumovih besedah najbolj »okrasno znamenje Marijine čistosti«. Ni besednih zvitkov ali banderolov, ki bi kazali na sprejetje Device, vendar je njeno soglasje očitno v njeni pozi, ki se po mnenju Sterlinga zdi podrejena in aktivna.

### Jezusova mati
Devičino rojstvo označujeta rdeča postelja in rdeča vreča v obliki maternice. V začetku 15. stoletja so viseče postelje ali vreče z zavesami postale simbol inkarnacije in so »služile za potrditev [Kristusove] človečnosti«. Blum ugotavlja, da v času, »ko umetniki niso oklevali upodabljati prsi Device, se Memling ni izogibal maternici«. Kristusova človečnost je bila navdušena in šele v nizozemski umetnosti je bila najdena rešitev za vizualizacijo njegovega zarodnega stanja z vrečami z zavesami, zavzetimi z obliko maternice.
Marijino telo postane tabernakelj, ki drži meso, narejeno od Hostije. Postane predmet predanosti. Njen polni trebuh in prisotnost goloba kažeta na trenutek inkarnacije. Gledalce bi opozorili na križanje in žalovanje z zavestjo, »s čimer so predvideli Kristusovo žrtev za odrešenje človeštva v trenutku njegovega spočetja«. Po mnenju teologov je Marija dostojno stala ob Jezusovem križanju v umetnosti iz 15. stoletja je upodobljena ko se je onesvestila, »v muki ob pogledu na svojega umirajočega sina ... prevzema pozo matere v mukah porodne bolečine«. Ob križu je začutila bolečino njegove smrti; bolečine, ki je ob njegovem rojstvu ni doživela. 
Domača postavitev slike nasprotuje njenemu liturgičnemu pomenu. Golob je spomin na evharistijo in mašo. Lotte Brand Philip opaža, kako so bile v 15. stoletju »evharistične posode, narejene v obliki golobov in obešene nad oltarji ... v trenutku transubstanciacije spuščene«; tu nakazuje, da je na enak način Sveti duh oživil kruh in vino, oživil je tudi Devičino maternico. Nosi Kristusovo telo in kri, obiskujejo pa jo trije duhovniški angeli. Marijina naloga je nositi 'Odrešenika sveta'; vloga angelov je, da »podpirajo, predstavljajo in ščitijo njeno sveto bitje«. S Kristusovim rojstvom je njena »čudežna maternica prestala zadnji preizkus« in postala predmet čaščenja.

### Kristusova nevesta
Memling predstavlja Devico kot Kristusovo nevesto, ki bo kmalu prevzela vlogo nebeške kraljice, s spremljevalnimi angeli, ki označujejo njen kraljevski status. Tovrstni angeli so po navadi prikazani, kako lebdijo nad Devico in držijo njeno krono, nekateri nemški slikarji pa so jih prikazovali, kako lebdijo blizu v prizorih Oznanjenja, vendar se angeli redko približujejo Devici ali se je dotaknejo. Najdena je bila le ena zgodnja različica takšnih spremljevalnih angelov: v iluminiranem rokopisu "Obiskovanje" mojstra Boucicauta, v dolgem plašču noseče Device držijo pripadajoči angeli, o čemer Blum ugotavlja, da se »njen kraljevski videz zagotovo spominja trenutka, ko je Marija prvič nagovorjena kot Mati Božja, Mati Gospodova«. Memling je pogosto upodabljal pare oblečenih angelov, ki so pomagali Devici, toda ta dva, sta oblečena v preproste amikte in albe. Njihova dvojna naloga je »predstaviti evharistično daritev in razglasiti deviško nevesto in kraljico«.

## Slog in vpliv
Oznanjenje se močno opira na van der Weydnovo Oznanjenje v Louvru iz 1430-ih, njegovo oltarno sliko sv. Columba iz ok. 1455 in  Clugnyjevo Oznannjenje (ok. 1465–75), ki se pripisuje van der Weydnu ali Memlingu. Memling je bil skoraj zagotovo vajenec pri van der Weydnu v Bruslju, dokler ni ustanovil lastne delavnice v Bruggeu nekje po letu 1465. Memlingovo Oznanjenje je bolj inovativno z motivi, kot so angeli, ki jih ni bilo na zgodnejših slikah. Po mnenju Till-Holgerja Borcherta Memling ni bil seznanjen samo z motivi in kompozicijami van der Weydna, temveč bi lahko pomagal tudi pri podrisanju v delavnici van der Weydna. Naoknice na desni so kopirane iz louvrske table, zavozlana zavesa se pojavi v triptihu Columba.
Vseskozi se prenaša občutek gibanja. Zadnji robovi Gabrielovega oblačila padejo zunaj slikovnega prostora, kar kaže na njegov prihod. Devičina serpentinasta poza, s spremljevalnimi angeli, ki jo podpirajo, doda občutek pretočnosti. Memlingova uporaba barve doseže presenetljiv učinek. Tradicionalni svetlobni žarki so zamenjani s svetlobnimi indikatorji; bela oblačila upodobljena v 'ledeno' modri barvi, angel na desni v rumenih madežih se zdi »beljen od svetlobe«, levi angel je videti prežet s senco, oblečen v siva oblačila in ima globoko zelena krila. Po Blumovem mnenju je učinek mavričen, »ta lesketajoča se površina daje [figuram] nezemeljsko kakovost in jih ločuje od bolj verjetnega sveta posteljne sobe«. Učinek odstopa od čistega naturalizma in realizma, ki tipizira staronizozemsko umetnost in povzroča osupljivo postavitev, učinek, ki je nestabilen in protisloven.
Znanstveniki niso ugotovili ali naj bi bila tabla samostojno delo ali del večjega in zdaj razpadlega poliptiha. Po Ainsworthu bi bila njegova velikost in »zakramentalna narava predmeta primerna za družinsko kapelo v cerkvi ali samostanu za kapelo cehovske korporacije«. Neokrnjen, vpisan okvir je nenavaden za krilo, kar kaže na to, da je bila verjetno namenjena kot en kos, vendar učenjaki niso prepričani, ker rahla os tablic od leve proti desni nagiba k temu, da bi lahko šlo za levo krilo večjega kosa. Ni podatkov o hrbtni strani table, ki se ni ohranila.
Tehnična analiza kaže obsežno podrisovanje, značilno za Memlinga. Dokončana je bila v suhem mediju, razen goloba in bučke in sveč na kredenci. Revizije med končno poslikavo so vključevale povečanje Devičnih rokavov in prestavitev Gabrielove palice. Zareze so bile narejene za označevanje talnih ploščic in položaja goloba.

## Poreklo in stanje
Znano poreklo slike se začne v 1830-ih, ko je bila v lasti družine Radziwiłł. Po besedah umetnostnega zgodovinarja Sulpiza Boisseréeja, ki je sliko videl leta 1832, je Antoni Radziwiłł našel sliko na posestvu, ki ga je imel njegov oče. Waagen je domneval, da je morda pripadala Mikolaiu Radziwillu (1549–1616), ki bi jo lahko podedoval po svojem bratu Jerzyju Radziwillu (1556–1600), ki je bil kardinal. Družina jo je hranila do leta 1920, ko jo je princesa Radziwill prodala Duveen Brothers v Parizu. Philip Lehman jo je kupil oktobra 1920; zdaj je v zbirki Roberta Lehmana v Metropolitanskem muzeju umetnosti v New Yorku.
Na splošno je stanje dobro. Memling je delo naslikal na dve tabli po približno 28 cm. Datirani in vpisani okvir, verjetno original, je bil zavržen leta 1830. Obstajajo tri dokumentirane obnove. Sliko je prebila puščica, ko jo je našel Anton Radziwill; dal jo je obnoviti in odpraviti škodo. V tistem času so devičin plašč in mesne tone močno prebarvali. Prvotni okvir je bil zavržen, njegov napis pa je bil vstavljen v nov okvir. Opis prvotnega okvirja nakazuje, da je imel grb, ki je morda pripadal Jerzyju Radziwillu. Druga obnova je bila po razstavi v Bruggeu leta 1902; in tretja, ko jo je dal obnoviti Lehman in prenesti na platno nekje po letu 1928. Slika je prenos preživela brez večje škode. Fotografija s konca 19. stoletja prikazuje les na vseh štirih straneh poslikane površine, kar kaže na to, da so bili robovi med prenosom morda podaljšani. Območja, ki so utrpela izgubo barve in prebarvala, so Gabrielov plašč in vaza z rožami.
Ko je Boisserée zagledal sliko, je zabeležil datum napisa kot 1480. Zadnja številka napisa je bila bleda in težko berljiva, do leta 1899 pa je postala nečitljiva. Waagen je predlagal, da bi lahko bil datum 1482, umetnostni zgodovinar Dirk de Vos pa 1489. Memlingov slog ni primeren za določanje datumov, kar otežuje določitev. Po mnenju Sterlinga se zgodnejši datum zlahka sprejme, zlasti zaradi slogovnih podobnosti z Memlingovim Oltarjem sv. Janeza iz leta 1479,  medtem ko se Ainsworth nagiba k poznejšemu datumu, kar je bolj v skladu z zrelim slogom poznih 1480-ih.